# Zichyújfalui Református Általános Iskola
A Zichyújfalui Református Általános Iskola (korábban: Fekete István Általános Iskola és Művelődési Ház) alapfokú oktatási intézmény a Fejér vármegyei Zichyújfaluban. Épülete a falu művelődési házának, községi könyvtárának és egy főzőkonyhának is otthont ad.

## Története
Zichyújfalu iskoláját a rendelkezésre álló források szerint a 19. század elején alapították.
Az intézményben tanított 4 évtizeden át Gruiz Károly, aki 2013-ban elhunyt. Az 1950-es évek elején kezdte meg munkáját Zichyújfaluban. Sikerült megteremtenie a községben a modern közoktatás alapjait. 1958-ban Gruiz Károly lett az iskola igazgatója. 1957 és 1959 között épült meg az iskola régi épületszárnya. 2013. november 21-én az informatika termet – az egykori igazgatói irodát – Gruiz Károlyról nevezték el.
Az általános iskola 1992-ben vette fel Fekete István író nevét. 2003-ban adták át az iskola új épületszárnyát, melynek tervezője Szabó Zsolt és Erdei László, kivitelezője a velencei Építheti Korlátolt Felelősségű Társaság. Az épületszárny 150 millió forintból épült, 97%-ban önkormányzati pénzből. Az új épületszárny az oktatás mellett a művelődési ház funkcióját is betölti, itt rendezik Zichyújfalu beltéri kulturális rendezvényeit. 2004-ben az általános iskolában rendezték a Kele napja nevezetű országos találkozót, ahol a Fekete István nevét viselő iskolák mérik össze tudásukat. 2005-ben az általános iskola a Környezetvédelmi Világnapon elnyerte az ökoiskola címet az Oktatási Minisztériumtól és a Környezetvédelmi- és Vízügyi Minisztériumtól.
Az elmúlt években az alacsony tanulói létszám miatt felvetődött a felső tagozatú alapfokú oktatási képzés megszüntetése, amiből semmi sem lett.
A zichyújfalui Fekete István Általános Iskola kistérségi társulásban van a Gárdonyi kistérség (2013 óta Gárdonyi járás) településeinek általános iskoláival.
Az általános iskolához „A” típusú, 18×30 méteres pályával rendelkező tornaterem fog épülni a Nemzeti Köznevelési Infrastruktúra Fejlesztési Program keretében. 2015. október 16. és 2015. november 11. között lezajlott az „A” típusú tornaterem megépítésére kiírt közbeszerzési eljárás, amely közbeszerzésnek végül nem lett nyertes ajánlattevője. A Közbeszerzési Értesítőben 2016. szeptember 2-án megjelent „Zichyújfalu "A" típusú tornaterem építése, kivitelezése” nevű beszerzésen a "Polip 2001" Kft. vállalkozás lett a nyertes ajánlattevő. A tornaterem 260 millió forintból épül fel. A tornaterem alapkövét 2016. október 13-án tették le. Az eseményen részt vett Füzesiné Kolonics Ilona (Zichyújfalu polgármestere), Tessely Zoltán (országgyűlési képviselő) és Boros Anita (helyettes államtitkár).
2017. szeptember 18-án átadásra került a „Zichy Csarnok” névre elkeresztelt tornaterem. A tornaterem átadóján részt vett és felszólalt Füzesiné Kolonics Ilona polgármester, Tessely Zoltán országgyűlési képviselő, Molnár Krisztián, aki a Fejér megyei közgyűlés elnöke és Szabó Tünde sportért felelős államtitkár. A Zichy Csarnokot Spányi Antal megyés püspök és Karl Melinda református lelkész szentelte meg.
Ez a csarnok mindenek előtt az Általános Iskolát mentette meg az elsorvadástól, hiszen melyik szülőnek lenne szíve eztán elvonszolni más település iskolájába a gyermekét, ha helyben ilyen jók a nevelés feltételei. Ennek ellenére hiszem, hogy mégsem csak a település iskoláskorú gyermekeit fogja szolgálni ez az építmény, de hatással lesz a település egészére is. Nem csak a sport, de kultúra és a közösségépítés is itt kaphat helyet a jövőben, itt találhat otthonra.
Az általános iskola 2018-ban fenntartót váltott, az intézmény fenntartását a Magyarországi Református Egyház vette át a magyar államtól. Az intézmény 2018. szeptember 1-jétől a Zichyújfalui Református Általános Iskola nevet viseli. A fenntartóváltás oka az általános iskola alacsony tanulólétszáma, amely a magyar állam fenntartása alatt működve egyes osztályok, illetve akár az általános iskola működését is veszélyeztetheti.
2018. szeptember 11-én a pákozdi Katonai Emlékpark (KEMPP) „Hazafiság Iskolája” programja ellátogatott a zichyújfalui általános iskolába.

## Diákélet
Az általános iskolában néptánccsoport, kórus és színjátszókör működik. Az iskolai néptánccsoport rendszeresen fellép a zichyújfalui szüreti felvonulásokon, a színjátszókörrel és a kórussal együtt pedig egyéb községi rendezvényeken is.
A művelődési házként is funkcionáló iskolában adventi díszeket készítő összejöveteleket szerveznek minden évben.
Az iskola átnevezéséig, illetve az államtól az egyház fenntartásába történő átkerüléséig minden évben Fekete István születésnapján (január 25.) az iskolában rendezvényekkel, műsorokkal emlékeztek meg az íróról. Ez a gyakorlat, valamint számos más hagyomány, melyeknek nagy múltja volt az intézményben, a fenntartóváltás miatt megszűnt.
Telente a tanulókat úszásoktatásra viszik Velencére.
Tavasszal minden évben megrendezik a természetvédelmi napot, melynek keretében egynapos kirándulásra viszik a tanulókat.